# یواس‌ان‌اس گرسپ (تی-ای‌آراس-۵۱)
یواس‌ان‌اس گرسپ (تی-ای‌آراس-۵۱) (به انگلیسی: USNS Grasp (T-ARS-51)) یک کشتی بود که طول آن ۲۵۵ فوت (۷۸ متر) بود. این کشتی در سال ۱۹۸۳ ساخته شد.